# Semicytherura simplex
Semicytherura simplex är en kräftdjursart som först beskrevs av Brady och Norman 1889.  Semicytherura simplex ingår i släktet Semicytherura, och familjen Cytheruridae. Arten är reproducerande i Sverige.